# Comité Olímpico Nacional de la República Islámica de Irán
El Comité Olímpico Nacional de la República Islámica de Irán (en persa: کمیته ملی المپیک ایران‎) es el ente rector del deporte en Irán, y forma parte del Comité Olímpico Internacional y el Consejo Olímpico de Asia.

## Historia
Fue creado y reconocido internacionalmente en 1947 en la capital Terán y se encarga del desarrollo de los atletas del programa olímpico.

## Presidentes
| Presidente                | Periodo       |
| ------------------------- | ------------- |
| Prince Ali Reza Pahlavi   | 1947–1954     |
| Prince Gholamreza Pahlavi | 1954–1979     |
| Hossein Shah-Hosseini     | 1979–1980     |
| Mostafa Davoudi           | 1980–1984     |
| Hassan Ghafourifard       | 1984–1986     |
| Mostafa Hashemitaba       | 1986–1988     |
| Isa Kalantari             | 1988–1992     |
| Hossein Mahlouji          | 1992–1996     |
| Mostafa Hashemitaba       | 1996–2004     |
| Reza Gharakhanloo         | 2004–2008     |
| Mohammad Aliabadi         | 2008–2014     |
| Kioumars Hashemi          | 2014–2018     |
| Reza Salehi Amiri         | 2018–presente |